# 霍恩
霍恩（1470年—1511年），字天錫，直隶易州（今河北易縣）人。明朝官员。

## 生平
弘治十四年（1501年）辛酉科順天鄉試舉人，弘治十五年（1502年）聯捷壬戌科進士。正德年间，任河南上蔡縣知縣。當時流寇四起，中原郡邑，大多殘破。正德七年（1512年），劉六、劉七起事軍隊攻打上蔡縣，霍恩与典史梁逵共守。霍恩問妻子劉氏，如果城坡將如何。劉氏表示願意同死。霍恩於是在官廨後築臺，與其子相約：「見我下城，即賊入矣。」城陷之後，霍恩拔刀下城。劉氏在臺上見此情景，即自縊。但未氣絕，用髮簪刺心而死。霍恩被敵軍抓獲，敵人強迫他下跪。霍恩大罵：「吾此膝肯為賊屈乎！」敵軍每日殺人對其震懾，霍恩怒罵更甚。最終被敵人支解身亡。梁逵也自縊殉國。《明史》将其事列入忠义传。

## 家族
曾祖父霍旺，正千戶；祖父霍敬，正千戶；父霍贇，正千戶。母李氏；繼母趙氏。重庆下。

## 延伸阅读
[在维基数据编辑]
 《國朝獻徵錄·卷之九十三》，出自焦竑《國朝獻徵錄》
 《明史卷二百八十九》，出自《明史》